# Wahlkreis Saint-Pierre und Miquelon
Der Wahlkreis Saint-Pierre und Miquelon (französisch: Circonscription de Saint-Pierre-et-Miquelon) ist der einzige Wahlkreis zur französischen Nationalversammlung im Überseegebiet (collectivité d'outre-mer) Saint-Pierre und Miquelon. Es handelt sich dabei um den bevölkerungsmäßig kleinsten Wahlkreis Frankreichs.

## Geographie
Der seit 1945 bestehende Wahlkreis Saint-Pierre und Miquelon umfasst die zwei Kommunen des Archipels:
- Saint-Pierre
- Miquelon-Langlade

## Abgeordnete des Wahlkreises

### Abgeordnete während der 4. Republik
| Wahljahr | Gewählt                    | Partei                                                            |
| -------- | -------------------------- | ----------------------------------------------------------------- |
| 1945     | Henri Debidour             | Union démocratique et socialiste de la Résistance                 |
| 1946     | Henri Debidour             | Union démocratique et socialiste de la Résistance                 |
| 1947     | Dominique-Antoine Laurelli | Mouvement républicain populaire                                   |
| 1951     | Alain Savary               | Parti socialiste - section française de l'internationale ouvrière |
| 1956     | Alain Savary               | Parti socialiste - section française de l'internationale ouvrière |

### Abgeordnete während der 5. Republik
| Legislatur | Mandatsbeginn     | Mandatsende     | Gewählt                    | Partei                                         |
| ---------- | ----------------- | --------------- | -------------------------- | ---------------------------------------------- |
| 1.         | 10. Mai 1959      | 9. Oktober 1962 | Dominique-Antoine Laurelli | Union pour la nouvelle République              |
| 2.         | 25. November 1962 | 4. Juni 1964    | Albert Briand              | fraktionslos                                   |
| 2.         | 1. September 1964 | 30. Mai 1966    | Albert Briand              | fraktionslos                                   |
| 2.         | 30. Mai 1966      | 2. April 1967   | Henry Le Besnerais         | fraktionslos                                   |
| 3.         | 3. April 1967     | 30. Mai 1968    | Jacques-Philippe Vendroux  | Union démocratique pour la nouvelle République |
| 4.         | 11. Juli 1968     | 1. April 1973   | Jacques-Philippe Vendroux  | Union des démocrates pour la République        |
| 5.         | 2. April 1973     | 2. April 1978   | Frédéric Gabriel-Sabattier | Centre démocratie et progrès                   |
| 6.         | 3. April 1978     | 22. Mai 1981    | Marc Plantegenest          | fraktionslos                                   |
| 7.         | 2. Juli 1981      | 1. April 1986   | Albert Pen                 | Parti socialiste                               |
| 8.         | 2. April 1986     | 2. Oktober 1986 | Albert Pen                 | Parti socialiste                               |
| 8.         | 7. Dezember 1986  | 14. Mai 1988    | Gérard Grignon             | Union pour la démocratie française             |
| 9.         | 23. Juni 1988     | 1. April 1993   | Gérard Grignon             | Union pour la démocratie française             |
| 10.        | 2. April 1993     | 21. April 1997  | Gérard Grignon             | Union pour la démocratie française             |
| 11.        | 12. Juni 1997     | 18. Juni 2002   | Gérard Grignon             | Union pour la démocratie française             |
| 12         | 19. Juni 2002     | 19. Juni 2007   | Gérard Grignon             | divers droite                                  |
| 13         | 20. Juni 2007     | 19. Juni 2012   | Annick Girardin            | Parti radical de gauche                        |
| 14.        | 20. Juni 2012     | 10. Mai 2014    | Annick Girardin            | Parti radical de gauche                        |
| 14.        | 10. Mai 2014      | 10. Mai 2014    | Catherine Pen              | Parti radical de gauche                        |
| 14.        | 10. Mai 2014      | 29. Juni 2014   | Annick Girardin            | Parti radical de gauche                        |
| 14.        | 29. Juni 2014     | 20. Juni 2017   | Stéphane Claireaux         | parti radical de gauche                        |
| 15.        | 21. Juni 2017     | 17. Mai 2017    | Annick Girardin            | Parti radical de gauche                        |
| 15.        | 17. Mai 2017      | 21. Juni 2022   | Stéphane Claireaux         | La République en Marche                        |
| 16.        | 22. Juni 2022     | 9. Juni 2024    | Stéphane Lenormand         | Archipel Demain                                |
| 17.        | 18. Juli 2024     | im Amt          | Stéphane Lenormand         | Libertés, indépendants, outre-mer, térritoires |

## Wahlergebnisse

### Wahl 2002
| Kandidaten               | Kandidaten            | Parteien                                                      | 1. Wahlgang | 1. Wahlgang | 2. Wahlgang | 2. Wahlgang |
| Kandidaten               | Kandidaten            | Parteien                                                      | Stimmen     | %           | Stimmen     | %           |
| ------------------------ | --------------------- | ------------------------------------------------------------- | ----------- | ----------- | ----------- | ----------- |
|                          | Gérard Grignongewählt | UMP – Union pour la majorité présidentielle / Archipel demain | 1.388       | 44,0        | 2.356       | 69,2        |
|                          | Karine Claireaux      | SOC – Parti socialiste                                        | 608         | 19,3        | 1.050       | 30,8        |
|                          | Annick Girardin       | PRG – Parti radical de gauche / Cap sur l’avenir              | 465         | 14,8        |             |             |
|                          | André Urtizberea      | DVG – unabhängig                                              | 330         | 10,5        |             |             |
|                          | Bernard Le Soavec     | UMP – Union pour la majorité présidentielle / Archipel demain | 218         | 6,9         |             |             |
|                          | Jean-Bertrand Gauvain | DL – Démocratie libérale                                      | 107         | 3,4         |             |             |
|                          | Jean-Marc Gutelle     | DVD – unabhängig                                              | 22          | 0,7         |             |             |
|                          | Annick Perrin-Jassy   | MNR – Mouvement national républicain                          | 14          | 0,4         |             |             |
| Gesamt                   | Gesamt                | Gesamt                                                        | 3.152       | 100         | 3.406       | 100         |
|                          |                       |                                                               |             |             |             |             |
| Ungültige Stimmen        | Ungültige Stimmen     | Ungültige Stimmen                                             | 62          | 1,9         | 197         | 5,5         |
| Wähler                   | Wähler                | Wähler                                                        | 3.214       | 66,6        | 3.603       | 74,7        |
| Wahlberechtigte          | Wahlberechtigte       | Wahlberechtigte                                               | 4.824       |             | 4.822       |             |
|                          |                       |                                                               |             |             |             |             |
| Quelle: Innenministerium |                       |                                                               |             |             |             |             |

### Wahl 2007
| Kandidaten               | Kandidaten             | Parteien                                | 1. Wahlgang | 1. Wahlgang | 2. Wahlgang | 2. Wahlgang |
| Kandidaten               | Kandidaten             | Parteien                                | Stimmen     | %           | Stimmen     | %           |
| ------------------------ | ---------------------- | --------------------------------------- | ----------- | ----------- | ----------- | ----------- |
|                          | Annick Girardingewählt | PRG – Parti radical de gauche           | 966         | 31,1        | 1.816       | 51,3        |
|                          | Gérard Grignon         | UMP – Union pour un mouvement populaire | 1.098       | 35,3        | 726         | 20,5        |
|                          | Karine Claireaux       | SOC – Parti socialiste                  | 463         | 14,9        |             |             |
|                          | Marc Plantegenest      | DVG –                                   | 377         | 12,1        |             |             |
|                          | Bernard Le Soavec      | DVD –                                   | 206         | 6,6         |             |             |
| Gesamt                   | Gesamt                 | Gesamt                                  | 3.110       | 100         | 3.542       | 100         |
|                          |                        |                                         |             |             |             |             |
| Ungültige Stimmen        | Ungültige Stimmen      | Ungültige Stimmen                       | 123         | 3,8         | 198         | 5,3         |
| Wähler                   | Wähler                 | Wähler                                  | 3.233       | 65,7        | 3.740       | 76,0        |
| Wahlberechtigte          | Wahlberechtigte        | Wahlberechtigte                         | 4.924       |             | 4.924       |             |
|                          |                        |                                         |             |             |             |             |
| Quelle: Innenministerium |                        |                                         |             |             |             |             |

### Wahl 2012
| Kandidaten               | Kandidaten             | Parteien                      | Stimmen | %    |
| ------------------------ | ---------------------- | ----------------------------- | ------- | ---- |
|                          | Annick Girardingewählt | PRG – Parti radical de gauche | 1.674   | 65,5 |
|                          | Bernard Le Soavec      | DVD –                         | 378     | 14,8 |
|                          | François Zimmermann    | UMP – UMP                     | 289     | 11,3 |
|                          | Roger Rode             | FN – Front national           | 116     | 4,5  |
|                          | Thierry Abraham        | DVD –                         | 98      | 3,8  |
| Gesamt                   | Gesamt                 | Gesamt                        | 2.555   | 100  |
|                          |                        |                               |         |      |
| Ungültige Stimmen        | Ungültige Stimmen      | Ungültige Stimmen             | 81      | 3,1  |
| Wähler                   | Wähler                 | Wähler                        | 2.636   | 53,4 |
| Wahlberechtigte          | Wahlberechtigte        | Wahlberechtigte               | 4.936   |      |
|                          |                        |                               |         |      |
| Quelle: Innenministerium |                        |                               |         |      |

### Wahl 2017
| Kandidaten               | Kandidaten             | Parteien                      | 1. Wahlgang | 1. Wahlgang | 2. Wahlgang | 2. Wahlgang |
| Kandidaten               | Kandidaten             | Parteien                      | Stimmen     | %           | Stimmen     | %           |
| ------------------------ | ---------------------- | ----------------------------- | ----------- | ----------- | ----------- | ----------- |
|                          | Annick Girardingewählt | PRG – Parti radical de gauche | 1.209       | 41,6        | 1.886       | 51,9        |
|                          | Stéphane Lenormand     | DVD –                         | 1.209       | 41,6        | 1.750       | 48,1        |
|                          | Denis Vigneau-Dugué    | DVD –                         | 314         | 10,8        |             |             |
|                          | Robert Langlois        | LFI – La France Insoumise     | 146         | 5,0         |             |             |
|                          | Roger Rode             | FN – Front national           | 29          | 1,0         |             |             |
| Gesamt                   | Gesamt                 | Gesamt                        | 2.907       | 100         | 3.636       | 100         |
|                          |                        |                               |             |             |             |             |
| Leere Stimmzettel        | Leere Stimmzettel      | Leere Stimmzettel             | 30          | 1,0         | 62          | 1,7         |
| Ungültige Stimmzettel    | Ungültige Stimmzettel  | Ungültige Stimmzettel         | 20          | 0,7         | 50          | 1,3         |
| Wähler                   | Wähler                 | Wähler                        | 2.957       | 59,4        | 3.748       | 75,4        |
| Wahlberechtigte          | Wahlberechtigte        | Wahlberechtigte               | 4.974       |             | 4.974       |             |
|                          |                        |                               |             |             |             |             |
| Quelle: Innenministerium |                        |                               |             |             |             |             |

### Wahl 2022
| Kandidaten               | Kandidaten                | Parteien              | 1. Wahlgang | 1. Wahlgang | 2. Wahlgang | 2. Wahlgang |
| Kandidaten               | Kandidaten                | Parteien              | Stimmen     | %           | Stimmen     | %           |
| ------------------------ | ------------------------- | --------------------- | ----------- | ----------- | ----------- | ----------- |
|                          | Stéphane Lenormandgewählt | DVD –                 | 856         | 31,7        | 1.329       | 47,0        |
|                          | Olivier Gaston            | DVG –                 | 782         | 29,0        | 1.310       | 46,4        |
|                          | Patrick Lebailly          | DVG –                 | 532         | 19,7        |             |             |
|                          | Dominica Michel           | DIV – unabhängig      | 473         | 17,5        |             |             |
| Gesamt                   | Gesamt                    | Gesamt                | 2.701       | 100         | 2.825       | 100         |
|                          |                           |                       |             |             |             |             |
| Leere Stimmzettel        | Leere Stimmzettel         | Leere Stimmzettel     | 38          | 1,4         | 121         | 4,6         |
| Ungültige Stimmzettel    | Ungültige Stimmzettel     | Ungültige Stimmzettel | 20          | 0,8         | 65          | 2,5         |
| Wähler                   | Wähler                    | Wähler                | 2.643       | 52,3        | 2.639       | 52,3        |
| Wahlberechtigte          | Wahlberechtigte           | Wahlberechtigte       | 5.053       |             | 5.049       |             |
|                          |                           |                       |             |             |             |             |
| Quelle: Innenministerium |                           |                       |             |             |             |             |

### Wahl 2024
| Kandidaten               | Kandidaten                | Parteien                    | 1. Wahlgang | 1. Wahlgang | 2. Wahlgang | 2. Wahlgang |
| Kandidaten               | Kandidaten                | Parteien                    | Stimmen     | %           | Stimmen     | %           |
| ------------------------ | ------------------------- | --------------------------- | ----------- | ----------- | ----------- | ----------- |
|                          | Stéphane Lenormandgewählt | DVD –                       | 1.184       | 43,1        | 1.665       | 61,7        |
|                          | Frédéric Beaumont         | SOC – Parti socialiste      | 464         | 16,9        | 1.032       | 38,3        |
|                          | Marion Letournel          | LFI – La France Insoumise   | 409         | 14,9        |             |             |
|                          | Patrick Lebailly          | DVG –                       | 400         | 14,6        |             |             |
|                          | Patricia Chagnon          | RN – Rassemblement National | 291         | 10,6        |             |             |
| Gesamt                   | Gesamt                    | Gesamt                      | 2.748       | 100         | 2.697       | 100         |
|                          |                           |                             |             |             |             |             |
| Leere Stimmzettel        | Leere Stimmzettel         | Leere Stimmzettel           | 37          | 1,3         | 69          | 2,5         |
| Ungültige Stimmzettel    | Ungültige Stimmzettel     | Ungültige Stimmzettel       | 22          | 0,8         | 44          | 1,6         |
| Wähler                   | Wähler                    | Wähler                      | 2.807       | 55,4        | 2.810       | 55,4        |
| Wahlberechtigte          | Wahlberechtigte           | Wahlberechtigte             | 5.069       |             | 5.068       |             |
|                          |                           |                             |             |             |             |             |
| Quelle: Innenministerium |                           |                             |             |             |             |             |